# Circondario di Bad Kissingen
Il circondario di Bad Kissingen è uno dei circondari dello stato tedesco della Baviera.
Fa parte del distretto governativo della Bassa Franconia

## Città e comuni
(Abitanti il 31 dicembre 2023)
| Comuni del circondario | Città 1. Bad Brückenau (6 674) 2. Bad Kissingen, Große Kreisstadt (23 245) 3. Hammelburg (10 826) 4. Münnerstadt (7 556) | Comuni 1. Aura an der Saale (877) 2. Bad Bocklet (4 777) 3. Burkardroth (7 548) 4. Elfershausen (2 852) 5. Euerdorf (1 531) 6. Fuchsstadt (1 917) 7. Geroda (818) 8. Maßbach (4 415) 9. Motten (1 706) 10. Nüdlingen (3 996) 11. Oberleichtersbach (2 088) 12. Oberthulba (5 092) 13. Oerlenbach (5 064) 14. Ramsthal (1 089) 15. Rannungen (1 156) 16. Riedenberg (953) 17. Schondra (1 739) 18. Sulzthal (900) 19. Thundorf in Unterfranken (986) 20. Wartmannsroth (2 149) 21. Wildflecken (2 914) 22. Zeitlofs (2 030) |